# Сандерс, Томас (художник)
Томас Э. Сандерс (англ. Thomas E. Sanders; 1953—2017) — американский художник-постановщик кино. Лауреат премии «Сатурн».

## Карьера
Начиная с фильмов Тони Скотта «Месть» и «Дни грома», Сандерс принимал участие в создании двух десятков кинофильмов. Он дважды выдвигался на премию «Оскар» за работу над «Дракулой» Фрэнсиса Форда Копполы (1992) и «Спасти рядового Райана» Стивен Спилберга (1998).
Последними лентами, в которых были задействованы декорации Сандерса, стали «Багровый пик» Гильермо дель Торо (2015) и «Стартрек: Бесконечность» Джастина Лина (2016).
Скончался от онкологического заболевания 6 июля 2017 года.

## Фильмография
- Месть (1990)
- Дни грома (1990)
- Обнажённое танго (1990)
- Капитан Крюк (1991)
- Дракула (1992)
- Мэверик (1994)
- Мэверик (1995)
- Наёмные убийцы (1995)
- День отца (1997)
- Спасти рядового Райана (1998)
- Миссия невыполнима 2 (2000)
- Мы были солдатами (2002)
- Ходят слухи (2005)
- Апокалипсис (2006)
- На крючке (2008)
- Возмездие (2010)
- Со змеями в Лас-Вегасе (2010)
- Чемпион (2010)
- Красная Шапочка (2011)
- После нашей эры (2013)
- Багровый пик (2015)
- Стартрек: Бесконечность (2016)